# Will Ohman
William McDaniel Ohman, né le 13 août 1977 à Francfort en Allemagne, est un lanceur gaucher de baseball évoluant en Ligue majeure avec les Reds de Cincinnati.

## Carrière
Après des études secondaires à la Ponderosa High School de Ponderosa (Colorado), Will Ohman suit des études supérieures à la Pepperdine University où il porte les couleurs des Waves de 1997 à 1998.

### Cubs de Chicago

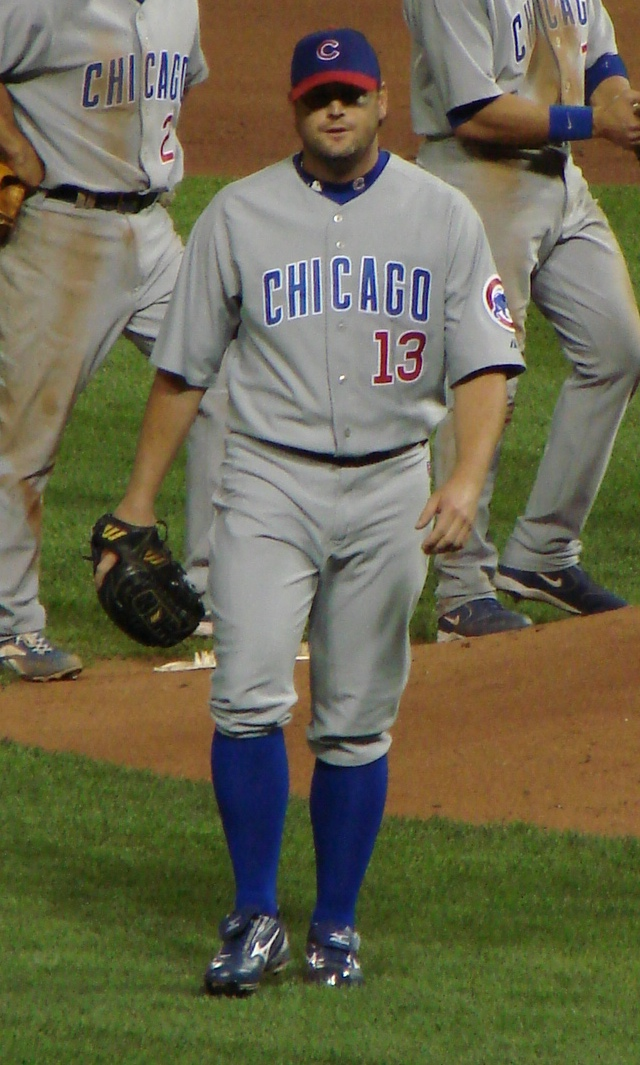
Will Ohman avec les Cubs.

Ohman est drafté le 2 juin 1998 par les Cubs de Chicago au huitième tour de sélection. Il signe son premier contrat professionnel le 23 juin 1998.
Ohman passe deux saisons en Ligues mineures avant d'effectuer ses débuts en Ligue majeure le 19 septembre 2000. Il effectue quelques apparitions en Ligue majeure en 2000 (6) et en 2001 (11), puis est reversé en Ligues mineures de 2002 à 2004 à la suite d'une Opération de type Tommy John. Ohman retrouve le plus haut niveau le 26 avril 2005.
Il est particulièrement efficace chez les Cubs à son retour en 2005 avec une basse moyenne de points mérités de 2,91 en 69 sorties. Cependant, sa moyenne dépasse les 4 points mérités par partie au cours des deux saisons qui suivent.

### Braves d'Atlanta

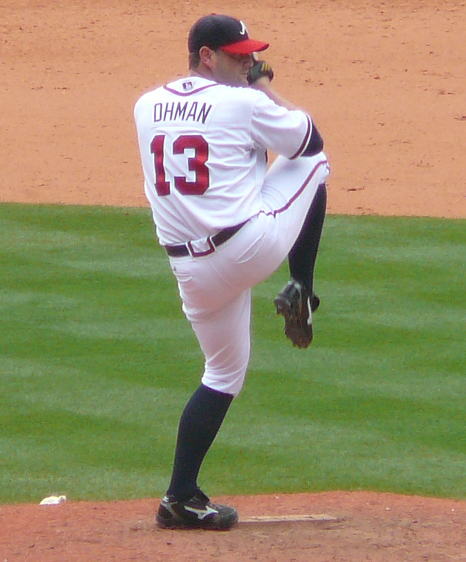
Ohman lance pour les Braves d'Atlanta en 2008.

Échangé aux Braves d'Atlanta le 4 décembre 2007 avec Omar Infante contre José Ascanio, Ohman devient agent libre au terme de la saison 2008. Ohman remporte quatre victoires contre une seule défaite pour Atlanta et est utilisé dans plus de la moitié des parties de l'équipe : en 83 matchs joués, il travaille pendant 58 manches et deux tiers et maintient une moyenne de points mérités de 3,68.

### Dodgers de Los Angeles
Il signe pour une saison chez les Dodgers de Los Angeles le 30 mars 2009. Blessé à l'épaule, il est contraint à l'inactivité pour la majeure partie de la saison et, avec seulement 12 manches et un tiers passées au monticule pour les Dodgers, finit par passer davantage de temps dans les ligues mineures. Il est opéré à cette épaule à l'automne.

### Orioles de Baltimore
Ohman rejoint les Orioles de Baltimore le 9 février 2010. Il affiche une respectable moyenne de points mérités de 3,30 en 51 sorties pour Baltimore.

### Marlins de la Floride
Le 31 juillet 2010, Ohman passe aux Marlins de la Floride en retour du lanceur gaucher des ligues mineures Rick VanderHurk. En 17 sorties et 12 manches lancées pour les Marlins, Ohman encaisse deux défaites. Il termine la saison 2010 avec une fiche de 0-2 et une moyenne de points mérités de 3,21 en 42 manches lancées au total pour Baltimore et le club de Floride.

### White Sox de Chicago
Devenu agent libre après la saison de baseball 2010, Ohman rejoint le 10 janvier 2011 les White Sox de Chicago. Il accepte un contrat de deux ans pour quatre millions de dollars. Il présente une moyenne de points mérités de 4,22 en 59 sorties et 53 manches et un tiers lancées à sa première saison chez les White Sox.
Ohman fait 32 apparitions en relève pour les Sox en 2012. Avec deux défaites, sa moyenne de points mérités s'élève à 6,41 en 26 manches et deux tiers lancées. Il est libéré de son contrat le 3 juillet.

### Reds de Cincinnati
Le 21 juillet 2012, Ohman signe un contrat avec les Reds de Cincinnati.

## Statistiques
| Saison | Équipe       | G   | GS | CG | SHO | V  | D  | SV | IP    | SO  | ERA  |
| ------ | ------------ | --- | -- | -- | --- | -- | -- | -- | ----- | --- | ---- |
| 2000   | Chicago Cubs | 6   | 0  | 0  | 0   | 4  | 0  | 0  | 3.1   | 2   | 8,10 |
| 2001   | Chicago Cubs | 11  | 0  | 0  | 0   | 0  | 1  | 0  | 11.2  | 12  | 7,71 |
| 2005   | Chicago Cubs | 69  | 0  | 0  | 0   | 2  | 2  | 0  | 43.1  | 45  | 2,91 |
| 2006   | Chicago Cubs | 78  | 0  | 0  | 0   | 1  | 1  | 0  | 65.1  | 74  | 4,13 |
| 2007   | Chicago Cubs | 56  | 0  | 0  | 0   | 2  | 4  | 1  | 36.1  | 33  | 4,95 |
| 2008   | Atlanta      | 83  | 0  | 0  | 0   | 4  | 1  | 1  | 58.2  | 53  | 3,68 |
| 2009   | LA Dodgers   | 21  | 0  | 0  | 0   | 1  | 0  | 0  | 12.1  | 7   | 5,84 |
| 2010   | Baltimore    | 51  | 0  | 0  | 0   | 0  | 0  | 0  | 30.0  | 29  | 3,30 |
| 2010   | Floride      | 17  | 0  | 0  | 0   | 0  | 2  | 0  | 12.0  | 14  | 3,00 |
| Totaux | Totaux       | 392 | 0  | 0  | 0   | 11 | 11 | 3  | 273.0 | 269 | 4,09 |

Note : G = Matches joués ; GS = Matches comme lanceur partant ; CG = Matches complets ; SHO = Blanchissages ; 
V = Victoires ; D = Défaites ; SV = Sauvetages ; IP = Manches lancées ; SO = Retraits sur des prises ; ERA = Moyenne de points mérités.